# Moorpark
Moorpark é uma cidade localizada no estado americano da Califórnia, no Condado de Ventura. Foi incorporada em 1 de julho de 1983.

## Geografia
De acordo com o United States Census Bureau, a cidade tem uma área de 33,1 km², onde 32,6 km² estão cobertos por terra e 0,5 km² por água.

### Localidades na vizinhança
O diagrama seguinte representa as localidades num raio de 16 km ao redor de Moorpark.

## Demografia
Segundo o censo nacional de 2010, a sua população é de 34 421 habitantes e sua densidade populacional é de 1 056,44 hab/km². Possui 10 738 residências, que resulta em uma densidade de 329,57 residências/km².